# رفع قاع الجيب الفكي

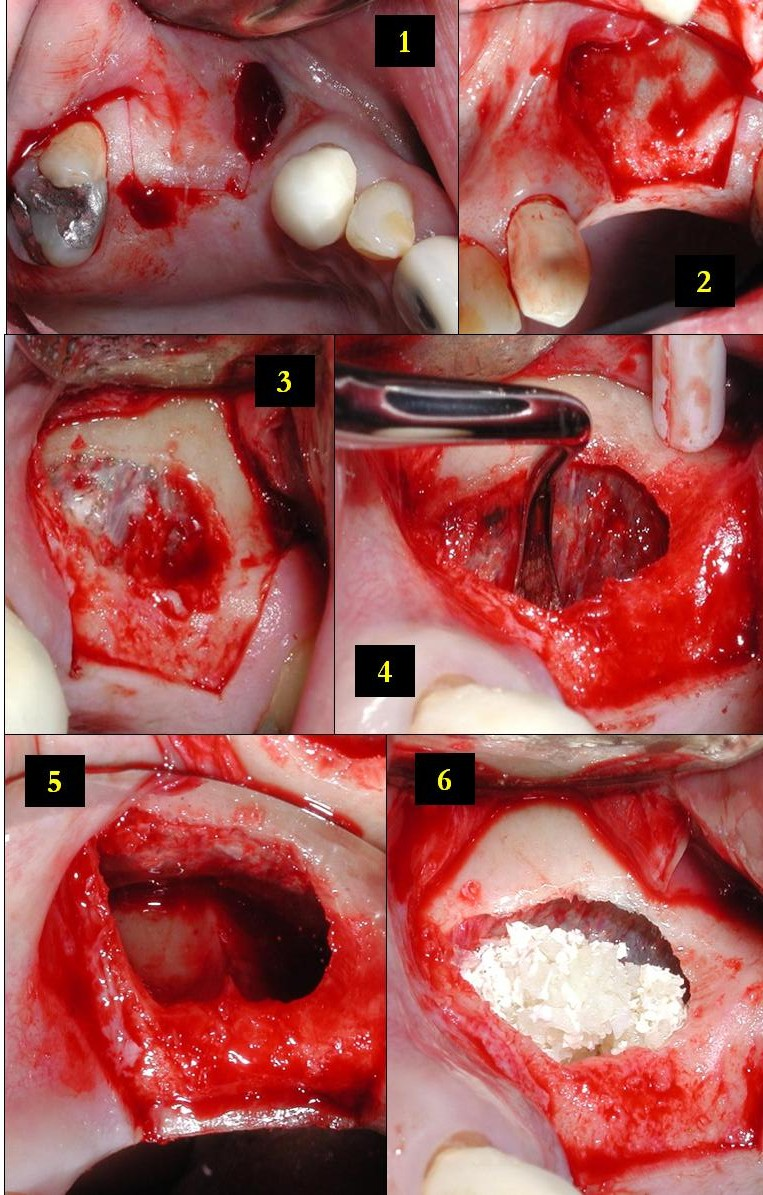
1) يجري إعداد منطقة بلا أسنان لوضع غرسات أسنان في المستقبل برفع قاع الجيب الفكي عبر نافذة جانبية. يظهر القطع في الأنسجة الرخوة هنا.
2) يتم عمل سديلة جراحية لكشف الجدار الجانبي السفلي لجيب الفك العلوي الأيسر.
3) تم إزالة العظْمَ باستخدام أداة كهروضغطية حتى يتسنى إظهار غشاء شنايدر التحتي المُبطّن لتجويف جيب الفك العُلوِي.
4) ومن خلال الاستخدام الحَذِر للأدوات، يتم تقشير الغشاء من الجانب الداخلي لتجويف الجيب.
5) ثم يتم عكس الغشاء من الجانب الداخلي للجزء السفلي لتجويف الجيب؛ حتى يتمكن الطبيب من رؤية القاع العظمي لتجويف الجيب بدون غشائها المُبَطّن (لاحظ الحرف المُثَلّث للعظمة داخل التجويف، المعروف بحاجز آندرْوود).
6) ويتم زراعة المساحة الجديدة التي تم عملها داخل تجويف الجيب والتي لا تزال خلف الغشاء السليم بطُعْم خَيْفِيّ عظمي (allograft bone) من جثة بشرية. ويكون قاع التجويف الآن يبلغ حوالي 10 ملم أو أطول من وضعه السابق، مما يوفر المساحة الكافية لإجراء زراعة الأسنان في المنطقة الخالية من الأسنان.

زيادة قاع جيب الفك العلوي (بالإنجليزية:Maxillary sinus floor augmentation)  (يُطلق عليه أيضًا مصطلح «رفع قاع الجيب الفكي» (sinus lift)، أو التطعيم الجيبي (sinus graft)، أو زيادة الجيب الفكي (sinus augmentation)، أو إجراء الجيب الفكي (sinus procedure)) وهو إجراء جراحي يهدف إلى زيادة كمية العظم في الفك العلوي الخلفي (عظم الفك العلوي)، في منطقة الضواحك أو الضروس، عن طريق رفع غشاء شنايدر السفلي (غشاء الجيب) ووضع الطعم العظمي.
عند فقد السن يبدأ النتوء السنخي في إعادة التشكل. ينهار التجويف السنخي الشاغر أثناء شفاءه مخلفًا منطقة بلا أسنان تسمى «الحيد السنخي». هذا الانهيار يسبب خسارة في كل من ارتفاع وعرض العظم المحيط. بالإضافة إلى ذلك، عندما يتم فقدان ضرس أو ضاحك في الفك العلوي يتمدد قاع الجيب الفكي العلوي، مما يقلل من سمك العظم الأساسي. بشكل عام، يؤدي ذلك إلى فقدان حجم العظم المتاح لزراعة الغرسات السنية، والتي تعتمد على الإندماج العظمي (osseointegration)، لاستبدال الأسنان المفقودة. الهدف من رفع قاع الجيب الفكي هو لتطعيم عظم إضافي في الجيب الفكي العلوي، بحيث يتوفر المزيد من العظم لدعم زراعة الأسنان.

## دواعيها
في حين أنه قد يكون هناك العديد من الأسباب وراء الرغبة في زيادة حجم العظم في الفك العلوي الخلفي، فإن السبب الأكثر شيوعًا في تخطيط علاج الأسنان المعاصر هو إعداد الموقع لوضع غرسات الأسنان في المستقبل.
يتم إجراء زيادة عظم الجيب الفكي (رفع قاع الجيب الفكي) عندما تكون أرضية الجيب قريبة جدًا من المنطقة التي توضع فيها الغرسات السنية. يتم تنفيذ هذا الإجراء لضمان مكان آمن للزرعات مع حماية الجيوب الفكية. يمكن أن يكون سبب انخفاض الجيب الفكي هو: فقدان الأسنان على المدى الطويل بدون العلاج المطلوب، أمراض اللثة، الرضح.
قد يكون المرضى الذين لديهم ما يلي مرشحين جيدين لزيادة عظم الجيب الفكي.
- فقدت أكثر من سن واحد في الفك العلوي الخلفي.
- فقد كمية كبيرة من العظم في الفك العلوي الخلفي.
- أسنان مفقودة بسبب عيب خلقي أو وراثي.
- بدون معظم أسنان الفكين ويحتاج إلى قاع جيبي قوي لزراعات متعددة.

من غير المعروف ما إذا كان استخدام تقنيات رفع قاع الجيب الفكي أكثر نجاحًا من استخدام عمليات زرع قصيرة لتقليل عدد الأسنان الاصطناعية أو فشل زراعة الأسنان بعد سنة من وضع الأسنان/ الزرعات.

## التقنية
قبل إجراء زيادة عظم قاع الجيب الفكي، يتم عمل الفحوصات لتحديد الجيوب الفكية العلوية للمريض. تؤخذ الصور الشعاعية البانورامية لرسم الفك العلوي والجيوب الفكية العلوية للمريض. في حالات خاصة، يتم أخذ التصوير المقطعي (CT scan) لقياس ارتفاع وعرض الجيب، واستبعاد أي مرض جيبي.
هناك العديد من الاختلافات في تقنية رفع قاع الجيب الفكي.

### زيادة قاع الجيب الأنفي التقليدي أو تقنية النافذة الجانبية (Traditional Sinus Augmentation or Lateral Window Technique)
هناك طرق متعددة لإجراء عملية زيادة عظم قاع الجيب الفكي. يتم تنفيذ العملية من داخل فم المريض حيث يقوم الجراح بعمل شق في اللثة. بمجرد إجراء القطع يقوم الجراح بعد ذلك بسحب نسيج اللثة، مما يظهر الجدار الجانبي العظمي للجيب الفكي. ثم يقطع الجراح «نافذة» إلى الجيب، مما يكشف غشاء شنايدر. يتم فصل الغشاء عن العظم، ويتم وضع مادة الطعم العظمي في المكان الذي تم إنشاؤه حديثًا. ثم يتم خياطة اللثة لإغلاقها ويتم ترك الطعم لفترة شفاء لمدة 4-12 شهرًا.
يمكن أن تكون مادة الطعم المستخدمة إما طعم ذاتي، أو طعم مباين، أو طعم غيري، أو طعم عضوي (مطرس كولاجين مملوءة بعامل النمو)، أو تركيبات منها. تشير الدراسات إلى أن مجرد رفع غشاء الجيب الفكي العلوي وعمل مكان فارغ وتشكيل جلطات الدم قد يؤدي إلى عظام جديدة بسبب قواعد تجديد العظام الموجهة. يصل تقدير توقع الشفاء على المدى الطويل لهذه التقنية إلى 94 ٪.

### تقنية قاطع العظم (Osteotome Technique)
كبديل يمكن إجراء زيادة عظم قاع الجيب الفكي العلوي بواسطة تقنية قاطع العظم الأقل اجتياحية. عادة ما يتم تنفيذ هذه التقنية عند الاحتياج إلى رفع قاع الجيب الفكي العلوي أقل من 4 ملم. يتم تنفيذ تقنية قاطع العظم عن طريق رَفْع أنسجة اللثة الخلفية وإجراء تجويف في العظم في حدود 1-2 مم من غشاء جيب الفك العلوي. ثم يتم رفع أرضية الجيب عن طريق النقر على أرضية الجيب الفكي العلوي باستخدام قاطع العظم. عادة ما تكون كمية الزيادة التي يتم تحقيقها باستخدام تقنية قاطع العظم أقل مما يمكن تحقيقه باستخدام تقنية النافذة الجانبية.
توضع عادة غرسة الأسنان في التجويف الذي تم تشكله وقت إجراء رفع الجيب الفكي العلوي ويترك ليتداخل مع العظام. يستمر تداخل العظم عادة من 4 إلى 8 أشهر. الهدف من هذا الإجراء هو تحفيز نمو العظام وتشكيل أرضية جيب أكثر سمكًا، من أجل دعم زراعة الأسنان لاستبدال الأسنان المفقودة.

### الدك الهيدروليكي للجيب الفكي (Hydraulic Sinus Condensing)
اخترع هذا الأسلوب في عام 1996 من قبل الدكتور ليون تشن.هناك طرق أخرى لهذا مثل الرفع الداخلي (TM) من ACTEON .
خلافا للطرق التقليدية لرفع جيب الفك العلوي والتي تقطع العظم عادة في الجهة الجانبية للفك العلوي، فإن تقنية الدك الهيدروليكي للجيب أو تقنية HSC، تقطع العظم في الجهة الجانبية لحيد الفك العلوي. أظهرت تقنية HSC أن وقت التعافي أقصر من الطريقة التقليدية. يتم وضع غرسة الأسنان في نفس وقت رفع الجيب الفكي، مما يقلل أيضا من وقت الشفاء.
يتم شق أنسجة اللثة للوصول إلى العظم. يبدأ قطع العظم (إزالة العظم) على طول الحافة. يتوقف الحفر أبعد من الجيب الفكي بحوالي 1 مم.يتم إدخال الضغط الهيدروليكي إلى الموقع الجراحي في هذه المرحلة، مما يوفر قوة كافية لبدء تشريح الغشاء بشكل غير رضحي في أرضية الجيب الفكي. بمجرد ارتخاء الغشاء يتوقف الضغط الهيدروليكي. الغشاء عند ارتخاءه يكون منفصل قليلا عن العظم. ثم يتم تعبئة خليط التطعيم العظمي من خلال الثقب ودفعه بلطف مقابل الغشاء. هذا الضغط سيرفع الجيب الفكي قليلاً، ويسنده على العظم الذي تم وضعه حديثًا.
وبمجرد اكتمال الرفع الأولي، يقوم الجراح بحفر تجويف في العظم الذي يتناسب مع الزرعة الجديدة. تضاف مادة الطعم العظمي مرة أخرى مع الضغط لزيادة رفع الجيب الفكي حتى الوصول إلى الارتفاع المناسب لوضع الغرسة.ثم يضع الجراح زرع الأسنان في تجويف العظم ويخيط اللثة مرة أخرى في مكانها.
على مدى 8 سنوات من دراسة 1,557 عملية زرع في 1100 مريض باستخدام تقنية الدك الهيدروليكي للجيب الفكي، فشلت 8 عمليات زرع فقط، مما أدى إلى نسبة نجاح 99.99٪.

## المضاعفات
أحد المخاطر الرئيسية لزيادة عظم قاع الجيب الفكي هو أن غشاء الجيب يمكن أن يتم ثقبه أو تمزيقه. ويشمل العلاج في حال حدوث ذلك، خياطة التمزق أو وضع رقعة فوقه. في بعض الحالات، يتم إيقاف الجراحة تمامًا ويتم إعطاء التمزق وقتًا للشفاء، عادةً ما يتراوح من ثلاثة إلى ستة أشهر. في كثير من الأحيان ينمو غشاء الجيب الفكي مرة أخرى أكثر سمكا وقوة، مما يجعل احتمالية النجاح أكبر في العملية الثانية. على الرغم من أنه نادرًا ما يتم التقرير عنه، إلا أن هذا التدخل الثانوي يمكن أن ينجح أيضًا عندما تقتصر الجراحة الأولية على رفع الغشاء دون إدخال مادة إضافية.
بالإضافة إلى تمزق غشاء الجيب الفكي هناك مخاطر أخرى تتعلق بجراحة زيادة عظم قاع الجيب الفكي. وعلى الأخص قرب العلاقة بين موقع زيادة عظم قاع الجيب الفكي والجملة الجيبية الأنفية (sinonasal complex) مما قد يحدث التهاب الجيوب الأنفية، والذي قد يؤدى إلى أعراض خطيرة. يعتبر التهاب الجيوب الأنفية الناتج عن زيادة عظم قاع الجيب الفكي من الفئة 1 وفقاً لتصنيف فيليساتي (Felisati) ويجب معالجته جراحياً باستخدام مدمج بالمنظار داخل الفم والأنف.. بجانب التهاب الجيوب الأنفية، من بين المخاطر الأخرى للعملية:
- العدوى [3]
- الالتهاب
- الألم
- الحكة
- التفاعلات الأرجية
- الضرر بالأنسجة أو الأعصاب [3]
- تشكل الندبات
- ورم دموي
- فشل الطعم
- ناسور غاري فموي
- انحناء أو فك الغرسات
- النزيف [3]

## التعافي
يستغرق الأمر ما بين ثلاثة إلى ستة أشهر حتى يصبح عظم زيادة قاع الجيب جزءًا من العظم الطبيعي لقاع الجيب للمريض. في بعض الأحيان يتم تركه لفترة تصل إلى ستة أشهر قبل وضع الغرسات. ومع ذلك يقوم بعض الجراحين بزيادة العظم وزرع الأسنان في نفس الوقت لتجنب إجراء جراحتين.

## تاريخيًا

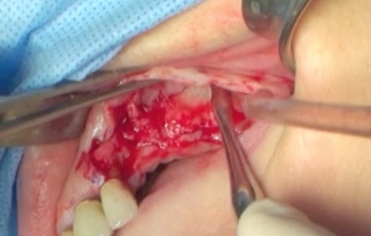
رفع اللثة للأعلى وكشف عظم الفك

تم تنفيذ أول عملية لزيادة عظم قاع الجيب الفكي من قبل أوسكار هيلت تاتوم (Oscar Hilt Tatum, Jr.) في عام 1974.
تم إجراء عملية رفع الجيب لأول مرة من قبل الدكتور هيلت تاتوم (Dr. Hilt Tatum Jr.) في عام 1974 خلال فترة إعداده لبدء تطعيم الجيب الفكي. تم إجراء أول عملية تطعيم الجيب الفكي من قبل تاتوم (Tatum) في فبراير 1975 في مستشفى لي كاونتي (Lee County) في أوبيليكا، ألاباما. أعقب ذلك وضع غرستين ناجحتين ضمن العظم. بين عامي 1975-1979، تم إجراء الكثير من رفع بطانة الجيب باستخدام القسطرة القابلة للنفخ. بعد ذلك تم تطوير أدوات مناسبة للتحكم في ارتفاع البطانة من السطوح التشريحية المختلفة التي يقابلها الجيب. قدم تاتوم لأول مرة المفهوم في مؤتمر ألاباما لزراعة الأسنان في برمنجهام، ألاباما في عام 1976 وقدم تطور التقنية خلال عروض المنصة المتعددة كل عام حتى عام 1986، عندما نشر مقالًا يصف فيه الإجراء. تم تقديم الدكتور فيليب بوين إلى العملية عندما دعاه تاتوم ليكون «المناقش» لعرض تقديمي حول التطعيم الجيبي الذي قدمه تاتوم في الاجتماع السنوي للأكاديمية الأمريكية لزراعة الأسنان في عام 1977 أو 1978. قام Boyne و James بتقديم أول منشور عن التقنية عام 1980 عندما نشروا تقارير حالالات عن الطعوم الذاتية الموضوعة في الجيب وتركت للشفاء مدة 6 أشهر، والتي تبعها وضع الغرسات. تم تأكيد هذا من قبل Boyne أمام الحضور في مؤتمر ألاباما لغرس الأسنان عام 1994.

## الفعالية من حيث التكلفة
يجب التفكير في الفعالية الأعلى قليلًا (نجاح غرسة الأسنان) في تقنية الرفع الجانبي للجيب الفكي بالمقارنة بالتكاليف الأعلى بشكل كبير مقارنة مع تقنية رفع الجيب الفكي الـ transalveolar. من منظور المريض فإن التدخل التشريحي الأكبر للتقنية الجانبية سيكون أيضًا معيارًا مهمًا لاتخاذ القرار. ومع ذلك من غير المرجح أن تكون طريقة الـ transalveolar فعالة في حالات مستويات متقدمة من انخفاض العظم في موقع الغرس.

## وصلات خارجية
مصادر تعليمية
- OsseoNews.com A detailed discussion on sinus lift procedures.
- Sonosurgery.it Documented cases on sinus lift procedures with sonical instruments.